# محوطه سوره کی
محوطه سوره کی مربوط به عصر آهن است و در شهرستان دره‌شهر، بخش مرکزی، دهستان ارمو، ۳۰۰ متری غرب روستای شیخ مکان واقع شده و این اثر در تاریخ ۹ بهمن ۱۳۸۶ با شمارهٔ ثبت ۲۰۷۳۵ به‌عنوان یکی از آثار ملی ایران به ثبت رسیده است.